# Pratiwi Sudarmono
Pratiwi Pudjilestari Sudarmono (ur. 31 lipca 1952 w Bandungu) – indonezyjska naukowiec, profesor mikrobiologii na Uniwersytecie Indonezyjskim (UI). Jej zainteresowania naukowe skupiają się wokół mikrobiologii klinicznej, zwłaszcza nowo występujących chorób zakaźnych.
Ukończyła studia na Wydziale Medycyny Uniwersytetu Indonezyjskiego (1976). Studia doktorskie z zakresu biologii molekularnej odbyła na Uniwersytecie Osakijskim (Japonia). Objęła funkcję prodziekana Wydziału Medycyny UI i została wykładowcą na Wydziale Mikrobiologii. W lutym 2008 została profesorem honorowym mikrobiologii na Wydziale Medycyny UI.
W 1986 roku miała wziąć udział w misji kosmicznej STS-61-H jako specjalista lotu. Po katastrofie Challengera misja została wykreślona z planu lotów.